# 永観
永観（、えいかん、旧字体：永觀）は、日本の元号の一つ。天元の後、寛和の前。983年から985年までの期間を指す。この時代の天皇は円融天皇、花山天皇。

## 改元
- 天元6年4月15日（ユリウス暦983年5月29日） 改元
- 永観3年4月27日（ユリウス暦985年5月19日） 寛和に改元

## 永観年間の出来事
- 永観2年（984年）
  - 4月、高麗人、筑前国に来着する。
  - 夏、米価高騰する。
  - 8月、円融天皇譲位、花山天皇践祚
  - 11月、破銭法を定める。
- 永観3年（985年）
  - 2月13日、円融上皇主催の野遊びの宴に、歌人の曽禰好忠が乱入し、藤原実資と藤原朝光の指図により強制退出され、直後に反感を抱いた複数の殿上人たちから暴行される事件が起きる[1]。

## 西暦との対照表
※は小の月を示す。
| 永観元年（癸未） | 一月※    | 二月  | 三月※ | 四月  | 五月※ | 六月※ | 七月  | 八月※ | 九月   | 十月※ | 十一月  | 十二月  |          |
| ---------------- | -------- | ----- | ----- | ----- | ----- | ----- | ----- | ----- | ------ | ----- | ------- | ------- | -------- |
| ユリウス暦       | 983/2/16 | 3/17  | 4/16  | 5/15  | 6/14  | 7/13  | 8/11  | 9/10  | 10/9   | 11/8  | 12/7    | 984/1/6 |          |
| 永観二年（甲申） | 一月     | 二月※ | 三月  | 四月※ | 五月  | 六月※ | 七月※ | 八月  | 九月※  | 十月  | 十一月※ | 十二月  |          |
| ユリウス暦       | 984/2/5  | 3/6   | 4/4   | 5/4   | 6/2   | 7/2   | 7/31  | 8/29  | 9/28   | 10/27 | 11/26   | 12/25   |          |
| 永観三年（乙酉） | 一月     | 二月※ | 三月  | 四月  | 五月※ | 六月  | 七月※ | 八月※ | 閏八月 | 九月※ | 十月    | 十一月※ | 十二月   |
| ユリウス暦       | 985/1/24 | 2/23  | 3/24  | 4/23  | 5/23  | 6/21  | 7/21  | 8/19  | 9/17   | 10/17 | 11/15   | 12/15   | 986/1/13 |